# Круна
«Круна» (с серб. — «Корона»), Kruna— песня сербской певицы Невены Божович. Она была выпущена как сингл 20 марта 2019. Божович написала слова и музыку. Песня «Kruna» представляет Сербию на конкурсе Евровидение 2019 в Тель-Авиве, после победы на национальном отборе Beovizija в марте 2019 года.

## История

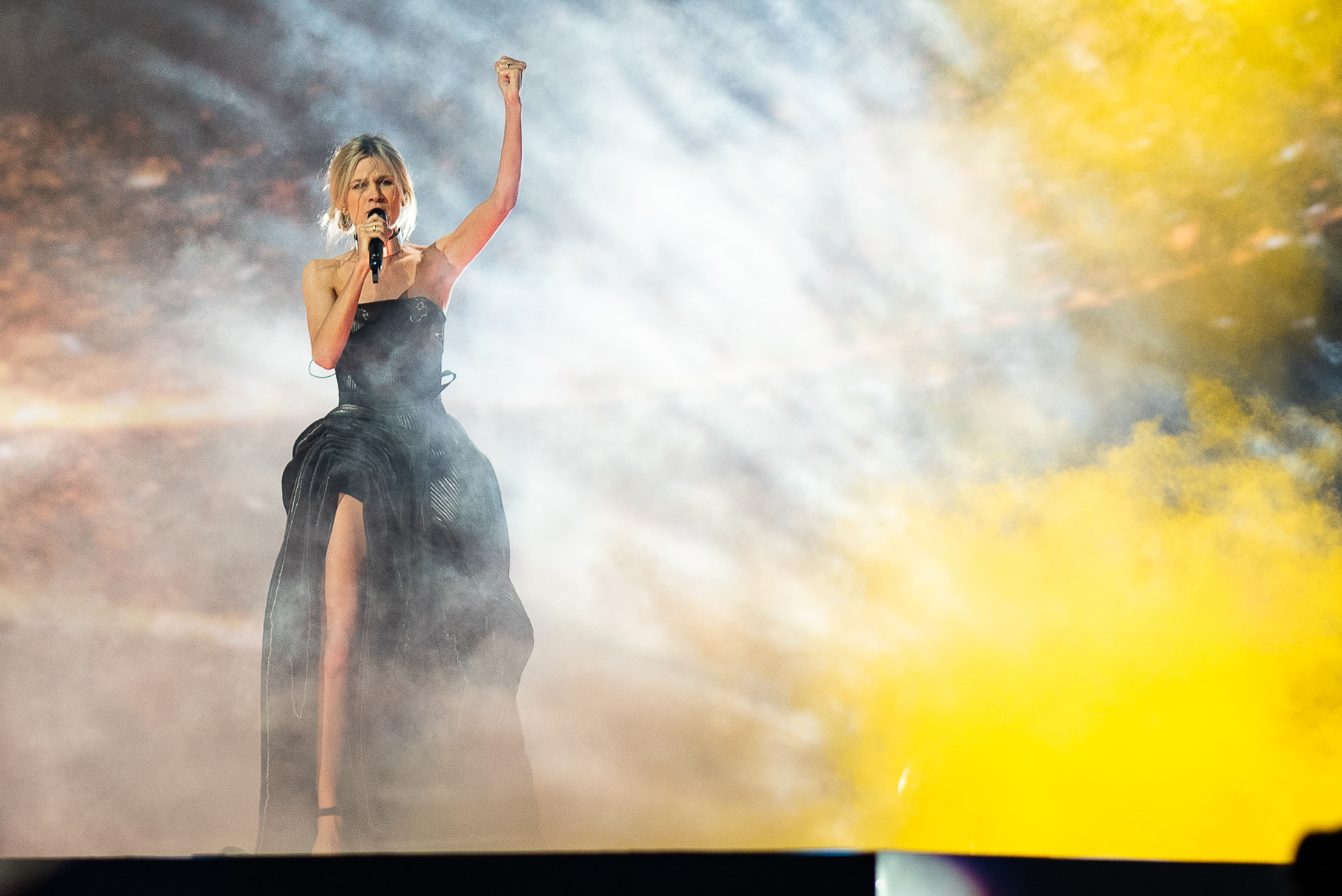
Выступление на Евровидении

10 января 2019 Невена Божович была подтверждена как одна из 24-х участников Beovizija 2019 с песней «Kruna». 14 февраля 2019 РТС обнародовал порядок выступлений, а Божович стала шестой во втором полуфинале. 28 февраля 2019 она вышла из второго полуфинала, после чего заняла первое место по голосам жюри и второе по голосам зрителей. Божович победила в финале национального отбора 3 марта 2019 с общей суммой 20 баллов и получила право представлять Сербию на конкурсе Евровидение 2019.
28 января 2019 была проведена жеребьёвка, которая распределила страны по полуфиналам. каждую страну в один из двух полуфиналов. Сербия была размещена в первом полуфинале, который состоялся 14 мая 2019 года, и выступила в первой половине шоу. После того, как все песни для конкурса 2019 были выпущены, порядок выполнения полуфиналов решался режиссёрами. Сербия выступила девятой, и прошла в финал, который состоялся 18 мая 2019.

## Клип
Музыкальный клип для «Kruna» вышел на YouTube канале Евровидения 17 апреля 2019.